# The Itchy & Scratchy & Poochie Show
The Itchy & Scratchy & Poochie Show är avsnitt 14 från säsong åtta av Simpsons och sändes på Fox i USA den 9 februari 1997. I avsnittet försöker The Itchy & Scratchy Show öka tittarsiffrorna med en ny rollfigur, Poochie, som Homer får göra rösten till. Avsnittet är en parodi på TV-produktion, fansen och Simpsons-serien. Avsnittet skrevs av David S. Cohen och regisserades av Steven Dean Moore. Alex Rocco gästskådespelar som Roger Meyers, Jr. och Phil Hartman som Troy McClure. Poochie har därefter medverkat i flera avsnitt, Comic Book Guy nämner att avsnittet är "Worst episode ever," (Värsta avsnitt någonsin) vilket även har använts i andra avsnitt. Avsnittet blev nummer 167 i serien och slog Familjen Flinta i antal producerade avsnitt för en amerikansk animerad serie. Avsnittet har mest fått positiva recensioner och var det 38 mest sedda programmet under veckan. Alex Rocco gästskådespelar som Roger Meyers, Jr. och Phil Hartman som Troy McClure.

## Handling
Tittarsiffrorna har sjunkit för The Itchy & Scratchy Show i  Krusty the Clown Show. Krusty är lat och ger Roger Meyers, Jr. en sista chans att förbättra tittarsiffrorna innan han lägger ner serien. Meyers skapar en fokusgrupp om vad som är fel med Itchy and Scratchy. Två i gruppen är Bart och Lisa som blir uppraggade i köpcentrumet då de är där med Marge. Det går inte bra med fokusgruppen då de gillar allt i serien, Lisa berättar då att det är inte är något fel med serien men efter ett tag har man tröttnat. Meyers berättar att han fått en idé och tackar Lisa för att ha räddat serien. Han berättar för produktionen att de ska tillsätta en ny fast rollfigur, en hund med attityd. Namnet blir Poochie. Familjen Simpson har även fått tillökning av studenten Roy som bor med dem.
Bart och Lisa tycker att Homer ska gå på röstauditionen. Homer får först inte rösten men får den senare efter att han blivit arg för att han inte fick den först. Homer börjar inspelningen med June Bellamy som gör Itchy & Scratchy. Det är dags för premiären av Itchy & Scratchy & Poochie Show. Barnen och resten av tittarna gillar inte Poochie och känner sig lurade då de inte åker till fyrverkeriaffären som man trodde i början. Meyers inser efter premiären att Poochie var ett misslyckande och tänker ta bort figuren. Homer får reda på det och tänker inte låta det ske och struntar i manuset och ändrar sina repliker. Meyers bestämmer sig för att ändå låta Poochie försvinna och spelar själv in Homers repliker. Homer kollar med barnen avsnittet då Poochie försvinner och han inser att han blivit lurad, barnen är däremot glada att han försvann. Bart och Lisa försöker trösta Homer och han kommer snart över det. Roy som bott med familjen ett tag flyttar. Bart och Lisa kollar på ett vanligt avsnitt av Itchy & Scratchy och är glada över att en serie som den kan hålla så bra kvalité efter så många år innan de byter kanal.

## Produktion
Avsnittet skrevs av David S. Cohen och regisserades av Steven Dean Moore. Avsnittet var svar på en kommentar om hur det är att arbeta på en TV-serie som har sänts så länge och varför serien fortfarande kunde sänds trots att den inte var lika chockerande som under de första säsongerna. Innan produktionen av säsong åtta började ville Fox att de skulle lägga till en ny permanent rollfigur som skulle bo med familjen för att fräscha upp serien . Författarna gillade inte idén, och la in Poochie i serien The Itchy & Scratchy Show för att öka tittarsiffrorna och familjen fick besök av Roy som har flyttat in till dem. Roy skapades för "Time and Punishment"-delen i  "Treehouse of Horror V" som en av familjens söner i ett alternativ värld.
Cohens ville att Poochie skulle irritera fansen. Som andra avsnitt som handlar om The Itchy & Scratchy Show lägger man in flera av produktionspersonalen i bakgrunden. Unders bordsläsningen ser man David X. Cohen, Bill Oakley, Josh Weinstein och George Meyer. Animatörens utseende är baserat på David Silverman. Andra som ses från serien i avsnittet är Dan McGrath, Ian Maxtone-Graham, Donick Cary, Ron Hauge, Ned Goldreyer och Mike Scully. I avsnittet säger Comic Book Guy "Worst. Episode. Ever." som författarna hittade på alt.tv.simpsons. Med avsnittet passerade Simpsons serien Familjen Flinta i antal avsnitt för an amerikansk producerad animerad serie. Avsnittet placerades därför där för att bevisa problemet med att sändas en längre tid. I flera andra serier försöker man också lägga in fler rollfigurer för att ändra tittarsiffrorna. Avsnittet visar att man tror att producenter vet bäst men det inte alltid är så. I avsnittet skämtar författarna med sig själva som lata och har få egna idéer. Comic Book Guy skrev en dålig recession om avsnittet på Internet som en kommentar om hur mycket publiken bryr sig om olika avsnittet. I avsnittet försvarar Homer sin kollega June Bellamy då ett fan av serien nämner felaktigheter och han försvarar sig med att varför ska en man kolla på ett barnprogram.

## Kulturella referenser
Soffskämtet finns i två versionen, en är en parodi på The Beatles Sgt Pepper's Lonely Hearts Club Band. I den andra hyllas Familjen Flinta. Roy kallar Homer och Marge för Mr. samt Mrs. S som en referens till Fonzie kallar Cunninghams i Gänget och jag. Roy flyttar sen in till två sexiga damer som en referens till Jack Tripper i Three's Company. Homer gömmer sig i garderoben då han hör producenterna prata om vad de ska göra med Poochie som en referens till då Jay Leno hörde att David Letterman skulle ersätta Johnny Carson i  The Tonight Show. Itchy och Scratchy är baserat på Tom and Jerry. June Bellamy är en parodi på June Foray. I avsnittet berättar Bellamy att hon gör "Beep"-ljudet i Gråben och Hjulben som egentligen gjordes av Paul Julian.

## Mottagande
Avsnittet hamnade på plats 23 hos Entertainment Weekly lista över de 25 bästa avsnitten. Warren Martyn och Adrian Wood har i boken I Can't Believe It's a Bigger and Better Updated Unofficial Simpsons Guide hyllat avsnittet för det var lika bra som "The Front". Under 2007 kallade Vanity Fair avsnittet som de sjätte bästa i seriens historia och beskrivit det som en klassisk satir med cheferna inflytande och TV fans och program som sänt en lång tid. Todd Gilchrist har sagt att avsnittet skulle kunnat ha packats och sålts för sig själv. I boken Planet Simpson har Chris Turner kallat avsnittet för en attack på deras fans. och en stor TV-produktion. Robert Canning från IGN har kallat avsnittet för roligt och beskriver Roy som en bra parodi på ett klassiskt TV-ögonblick. Alan Sepinwall från The Star Ledger har i en recension två dagar efter att avsnittet sänts hyllat författarna för sänt ett avsnitt som visar att de tagit över Familjen Flinta. Han har noterat att i avsnittet har de bästa skämten om sig själva och skäms inte över det. BBC har kallat avsnittet för en av de två mest minnesvärda avsnitten för att författarna använder avsnittet för att visa betalningen av animation och att gå emot cheferna. Under 2014 har författarna kallat avsnittet för deras nionde favorit. Avsnittet hamnade på plats 38 över mest sedda program under veckan med en Nielsen ratings på 8.8. Det var det tredje mest sedda programmet på Fox under veckan. Comic Book Guys repliker, "Worst. Episode. Ever" har kallats av The A.V. Club för att citat som man kan använda varje dag.